# Gerd Steierwald
Gerd Steierwald (geboren 20. September 1929 in Hattingen; gestorben 7. September 2023) war ein deutscher Verkehrsingenieur und Hochschullehrer. Von 1972 bis 1995 leitete er das Institut für Straßen- und Verkehrswesen an der Universität Stuttgart.

## Leben
Der am Rande des Ruhrgebiets in Hattingen geborene Steierwald studierte nach dem Abitur Bauingenieurwesen an der RWTH Aachen. Zu seinen Professoren gehörten unter anderem Hermann Nebelung und Richard Graßmann. Bei beiden arbeitete er nach Abschluss des Studiums als Assistent. 1959 promovierte er bei Graßmann mit einer Arbeit zum Verkehrsablauf auf Autobahnen. 1961 folgte die Habilitation mit dem Thema der Anwendungen der Monte-Carlo-Methode in der Straßenverkehrsforschung. In Aachen wurde Steierwald nach der Habilitation zunächst Dozent und dann außerplanmäßiger Professor. Parallel zu seiner universitären Tätigkeit gründete er im November 1964 in Aachen ein Ingenieurbüro, das sich mit der Entwicklung von Verkehrs- und Prognosemodellen sowie der Konzeption und Analyse von Verkehrszählungen befasste. In dieser Zeit erhielt Steierwald zudem einen Lehrauftrag an der TU Berlin. 1969 wechselte er an die TU Wien, wo er den Lehrstuhl für Verkehrstechnik übernahm.
1972 übernahm Steierwald den Lehrstuhl von Johannes Schlums für Straßen- und Verkehrswesen in Stuttgart und zugleich die Leitung des gleichnamigen Instituts der Universität Stuttgart. Ein Jahr später gründete er auch in Stuttgart ein eigenes Ingenieurbüro, nachdem er das Aachener Büro mit seinem Wechsel nach Wien in andere Hände abgegeben hatte. Im September 1995 wurde Steierwald emeritiert. Seinen Lebensabend verbrachte er in Baden-Baden. Mit seiner Frau hatte er zwei Kinder.

## Wissenschaftliche Schwerpunkte
Steierwald deckte während seiner wissenschaftlichen Laufbahn eine Vielzahl an verkehrswissenschaftlichen Themen ab, wobei er vielfach einen interdisziplinären und verkehrsträgerübergreifenden Ansatz verfolgte. Schwerpunkte in der Lehre waren bei ihm Themen der konzeptionellen Verkehrsplanung, der Straßenverkehrsplanung und der Verknüpfung von Verkehrsplanung mit anderen Planungsdisziplinen wie dem Städtebau und der Umweltplanung, für letzteres initiierte er in Stuttgart eine Lehrveranstaltung „Verkehr und Umwelt“. Bereits in den 1960er Jahren konzentrierte sich Steierwald auf die damals noch neue Anwendung von Computertechnik für die Verkehrssteuerung und -lenkung wie auch ihre Verwendung für Verkehrsprognosen und -modellierungen. Diese bildete auch in Stuttgart einen Schwerpunkt seiner wissenschaftlichen Tätigkeit. Hinzu kamen Fragen der Bewertung und Prognose zu verkehrsplanerischen und verkehrsinfrastrukturellen Vorhaben und Projekten. Beginnend in den 1980er Jahren kamen vor dem Hintergrund der zunehmenden Diskussion um die Umweltbelastungen durch den Verkehr Arbeiten zu neuen Verkehrssystemen sowie zur Substitution und Verlagerung von Verkehrsleistungen hinzu, so auch ein Projekt zu Wegen zu umweltverträglicher Mobilität in der Region Stuttgart.

## Veröffentlichungen (Auswahl)
- Über den Verkehrsablauf auf vierspurigen Straßen mit getrennten Richtungsfahrbahnen. Dissertation, TH Aachen, März 1959
- Die Anwendung der Monte-Carlo-Methode in der Straßenverkehrsforschung. Habilitationsschrift, TH Aachen 1961
- Elektronisches Rechnen im Verkehrswesen. Vulkan, Essen 1964, (mit D. Haupt und G. Scholz)
- Grundlagen großräumiger Straßenverkehrsplanungen. Verlag der Technischen Hochschule Wien, 1971
- Einige Aspekte zur Neuorientierung in der Verkehrspolitik. Veröffentlichungen des Verkehrswissenschaftlichen Instituts der Rheinisch-Westfälischen Technischen Hochschule Aachen, Heft 21, 1975
- Alternierende automatische Straßenverkehrszählungen. Wien 1978 (mit K. Stöcker)
- Auto – Straße – Umwelt: Rückblick und Ausblick. VDI-Berichte 595, Düsseldorf 1986
- Verkehrsleittechnik für den Straßenverkehr – Band I: Grundlagen und Technologien der Verkehrsleittechnik. Springer-Verlag, Berlin/Heidelberg 1986 (mit Rudolf Lapierre)
- Verkehrsleittechnik für den Straßenverkehr – Band II: Leittechnik für den innerörtlichen Straßenverkehr. Springer-Verlag, Berlin/Heidelberg 1986 (mit Rudolf Lapierre)
- Verkehr vermeiden und verlagern – Einige provokante Thesen zur aktuellen verkehrspolitischen Diskussion. In: Universität Stuttgart (Hrsg.): Wechselwirkungen. Jahrbuch 1993, S. 96–102
- Stadtverkehrsplanung – Grundlagen, Methoden, Ziele. Springer-Verlag, Berlin/Heidelberg 1994 (mit Hans-Dieter Künne)
- Stadtverkehrsplanung : Grundlagen, Methoden, Ziele. 2., neu bearbeitete und erweiterte Auflage. Springer-Verlage, Berlin/Heidelberg 2005 (mit Hans-Dieter Künne und Walter Vogt)

## Auszeichnungen und Mitgliedschaften
- 1970: Max-Erich-Feuchtinger-Gedenkmünze der Forschungsgesellschaft für Straßen- und Verkehrswesen
- Mitglied des Wissenschaftlichen Beirats beim Bundesminister für Verkehr